# François Spierincx

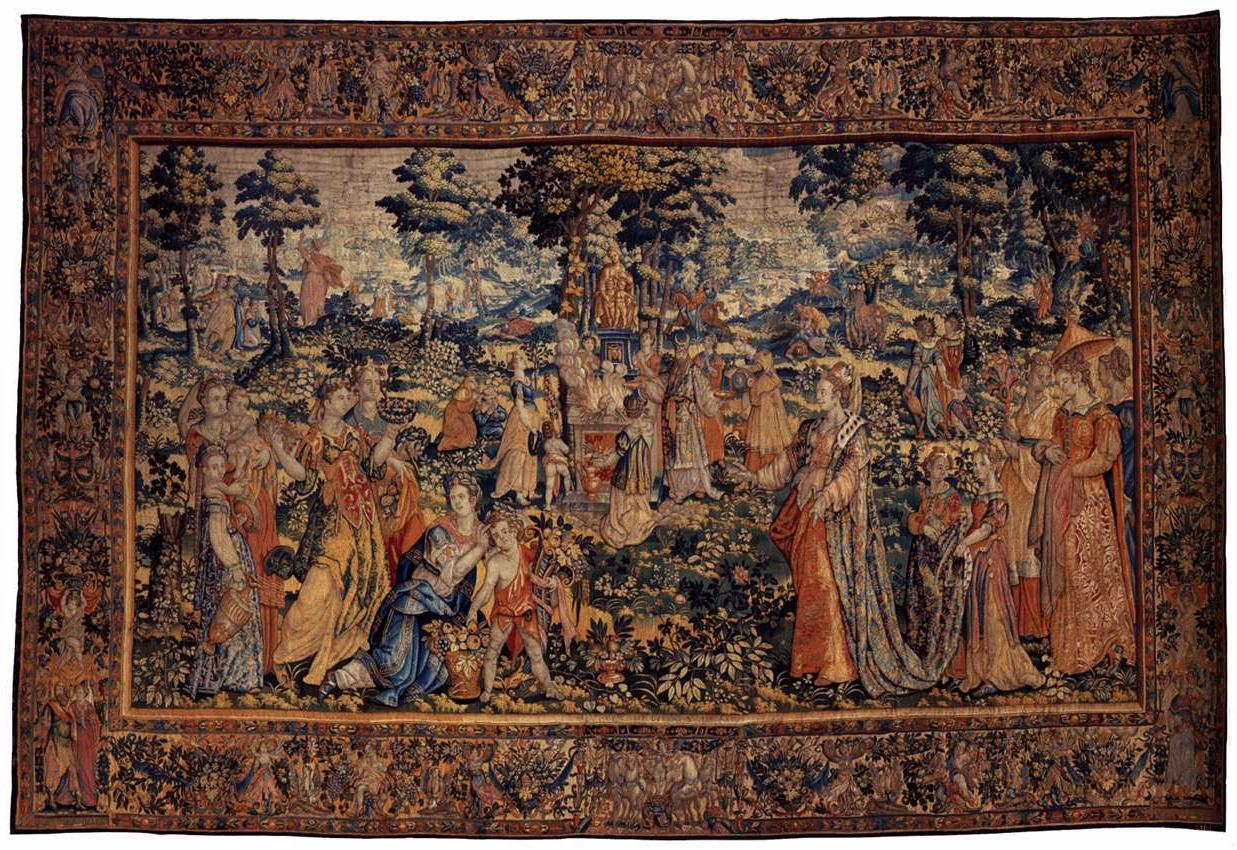
Wandtapijt met de geschiedenis van Niobe's hoogmoed bij het altaar van Latona

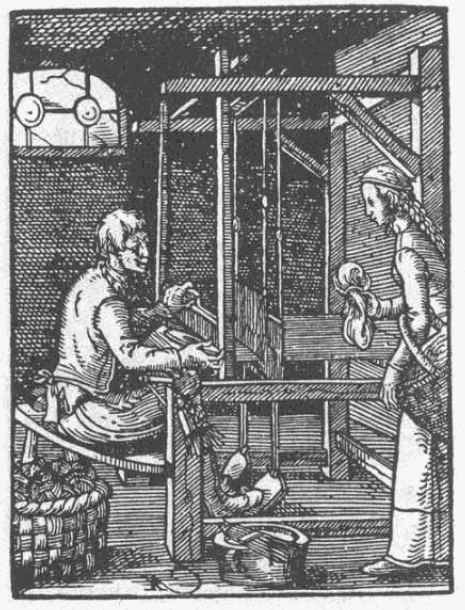
Afbeelding van wever en weefgetouw in 1568

François Spierincx of Spiering (Antwerpen, ca. 1550 – Delft, 27 februari 1630) was een van de Antwerpse tapijthandelaars of -wevers die in de jaren 1580-1600 Antwerpen verlieten en zich in Delft vestigde. Hij stichtte er een beroemde manufactuur van wandtapijten. De Zuid-Nederlander Spiering leverde wandtapijten van ongekende kwaliteit en verwierf talloze prestigieuze opdrachten. De bijzondere schoonheid van zijn tapijten ligt in de eerste plaats in de kleuren.

## Biografie
Spierincx was de zoon van een Antwerpse burgemeester. Mogelijk had hij eerst een atelier in Brussel en bracht hij dit later over naar de Scheldestad, in navolging van andere wevers als Peter van Uden (1553), Michiel de Bos (1560) en Joost van Herzeele (1580). Op zijn minst cultiveerde hij enige dubbelzinnigheid over zijn relatie met de vermaarde tapijtstad: op zijn uithangbord stond In 't schild van Brussel, en in enkele van zijn werkstukken is het Brusselse merkteken aangetroffen.
Bij de Spaanse Furie in 1576 werd zijn tapijtweverij geplunderd, maar wist een deel van zijn roerende bezittingen terug te krijgen. Hij emigreerde naar Delft en trouwde er in 1582 met de dochter van een regent. In 1592 betrok hij er het leegstaande Agnietenklooster dat hem tegen een geringe vergoeding ter beschikking werd gesteld. De vroedschap van Delft, de Staten-Generaal der Nederlanden en de Staten van Zeeland plaatsten grote orders waaronder de Zeeuwse wandtapijten. De latere zeeschilder Hendrik Cornelisz. Vroom hielp hem bij het ontwerpen van wandtapijten; daarvoor tekende hij de zogenaamde kartons. David Vinckboons leverde eveneens ontwerpen. In zijn beroemde Schilderboek vertelt Karel van Mander hoe hij zelf van Spierincx de opdracht kreeg om kartons met zeeslagen te tekenen. “Maar”, zo schrijft Van Mander, “aangezien het niet in mijn lijn lag schepen te teekenen, bracht ik hem bij Vroom”.
Er waren ca veertig knechten werkzaam in de weverij. Een van Spierinckx’ medewerkers voor het tekenen van de kartons voor zijn wandtapijten was de zoon van de schilder en biograaf Karel van Mander, die vanaf 1608 in zijn atelier werkte en bij hem in huis woonde. Hij ontwierp producten van hoge kwaliteit en versterkte daarmee de internationale reputatie van zijn werkgever. Na 1615 begon Karel van Mander jr. voor zichzelf, omdat hij genoeg zou hebben gehad van het leven als slaaf en het harde werken. Van Mander verdiende zo weinig dat hij afhankelijk was van liefdadigheid om zijn gezin te onderhouden. De arbeidsverhoudingen waren blijkbaar dusdanig verziekt dat hij de opdracht voor 26 tapijten onderschepte voor de koning van Denemarken. 
In 1619 kreeg Spierincx een bestelling van koning Gustaaf II Adolf van Zweden. In 1620 droeg Frans Spiering de leiding over aan zijn zoon Aert.  Rond 1635 nam Maximiliaan van der Gucht uit Gouda het bedrijf van de erfgenamen van Spiering over. Zijn atelier vervaardigde diverse wandtapijtseries met veldslagen en belegeringen voor het Zweedse en Poolse hof. Daarnaast produceerde het atelier kleinere producten, zoals kussens en tafelkleden. De kwaliteit van zijn werk bleef echter achter bij die van het bedrijf van Spiering.
Pieter Spiering, zijn andere zoon, was Zweedse gezant in Den Haag van 1634 tot 1649, en opnieuw in augustus 1651. Hij was hofheer van koningin Christina sinds 1636, en  werd op 5 oktober 1636 in de Zweedse adelstand verheven en begiftigd met de lenen van Norsholm en Silvercroon.
Spierincx had een grote collectie prenten, onder meer van Lucas van Leyden. Hij werd begraven in de Nieuwe Kerk (Delft).